# بیناوی، نیو ساوت ولز
بیناوی (به انگلیسی: Binnaway) یک شهرک در استرالیا است که در نیو ساوت ولز واقع شده‌است.